# Artàxata
Artàxata (en armeni: Արտաշատ, transcripció Artaixat; també apareix esmentada com a Artaxiàsata), fou una ciutat de les planes de la vora de l'Araxes, a la vall del Mont Ararat, que fou fundada pel rei Artaxes I d'Armènia després del 188 aC, probablement el 176 aC, i que va esdevenir capital de l'Armènia Sofene. Era als turons Xor Virap a la vora del lloc on el riu Mecəmawr (Garni) desaigua a l'Araxes. La ciutat estava protegida per l'aigua per tres costats i per una palissada pel quart costat. El seu nom volia dir "Joia d'Arta". Va rebre el seu nom del rei artàxida que la va fundar. És l'actual Yerevan, situada prop de l'antiga ciutat. Artàxata està situada a 8 km de l'actual capital de la província d'Ararat, Artaixat.
Tradicionalment el lloc de construcció i la seva configuració es diu que fou idea d'Hanníbal, exiliat a Armènia després del 189. Tenia diversos avantatges sobre Armavir i Ervandashat, anteriors capitals, com estar en millor ruta comercial, i en un lloc de més fàcil defensa.
Tigranes II d'Armènia fou derrotat a Artàxata per Lucul·le el 68 aC. Els parts la van atacar sense èxit el 6 aC. Fou ocupada pels romans de Corbuló el 58, i arrasada el 59, però després reconstruïda per orde de Neró vers el 64 o 65 i llavors es va dir breument Neronea o Nerònia; altra vegada fou ocupada pels romans el 163 quan va quedar molt malmesa i va perdre importància. La guarnició romana es va establir a Vagharxapat, ciutat propera que fou després Cenèpolis que va esdevenir la nova capital.
Artàxata reduïda a una petita ciutat, fou destruïda totalment pels perses després del 360. El tractat del 387 entre Pèrsia i Roma, establí Artàxata com un dels punts comercials d'intercanvi (n'hi havia tres). Els senyor armenis favorables a Pèrsia la van destruir vers el 450 cap al final de l'aixecament nacional dirigit per Vardanes II Mamiconi (aixecament que fou liquidat el 451). Després ja no es va recuperar. La capital armenia es va establir a Dvin i Artàxata, després del canvi del curs de l'Araxes i unes greus inundacions, fou definitivament abandonada. La seva comarca es deia Eremyan ("Seu dels armenis") del que va derivar el nom de Yerevan.
Al segle xx els soviètics hi van fer excavacions i van trobar alguna inscripció romana.